# Reignat
Reignat est une commune française située dans le département du Puy-de-Dôme, en région Auvergne-Rhône-Alpes. Elle fait partie de l'aire d'attraction de Clermont-Ferrand.

## Géographie

### Localisation
Reignat est située à l'est du département du Puy-de-Dôme.
Quatre communes sont limitrophes :
|         | Moissat |                  |
| Espirat | Reignat | Glaine-Montaigut |
| Billom  |         |                  |

### Climat
Pour des articles plus généraux, voir Climat d'Auvergne-Rhône-Alpes et Climat du Puy-de-Dôme.
En 2010, le climat de la commune est de type climat océanique dégradé des plaines du Centre et du Nord, selon une étude du Centre national de la recherche scientifique s'appuyant sur une série de données couvrant la période 1971-2000. En 2020, Météo-France publie une typologie des climats de la France métropolitaine dans laquelle la commune est exposée à un climat de montagne ou de marges de montagne et est dans la région climatique Nord-est du Massif Central, caractérisée par une pluviométrie annuelle de 800 à 1 200 mm, bien répartie dans l’année.
Pour la période 1971-2000, la température annuelle moyenne est de 11,3 °C, avec une amplitude thermique annuelle de 16,9 °C. Le cumul annuel moyen de précipitations est de 785 mm, avec 8,8 jours de précipitations en janvier et 7,2 jours en juillet. Pour la période 1991-2020, la température moyenne annuelle observée sur la station météorologique de Météo-France la plus proche, « Fayet-le-Château », sur la commune de Fayet-le-Château à 9 km à vol d'oiseau, est de 11,2 °C et le cumul annuel moyen de précipitations est de 889,9 mm,. Pour l'avenir, les paramètres climatiques de la commune estimés pour 2050 selon différents scénarios d'émission de gaz à effet de serre sont consultables sur un site dédié publié par Météo-France en novembre 2022.

## Urbanisme

### Typologie
Au 1er janvier 2024, Reignat est catégorisée commune rurale à habitat dispersé, selon la nouvelle grille communale de densité à sept niveaux définie par l'Insee en 2022.
Elle est située hors unité urbaine. Par ailleurs la commune fait partie de l'aire d'attraction de Clermont-Ferrand, dont elle est une commune de la couronne,. Cette aire, qui regroupe 209 communes, est catégorisée dans les aires de 200 000 à moins de 700 000 habitants,.

### Occupation des sols
L'occupation des sols de la commune, telle qu'elle ressort de la base de données européenne d’occupation biophysique des sols Corine Land Cover (CLC), est marquée par l'importance des territoires agricoles (100 % en 2018), une proportion identique à celle de 1990 (100 %). La répartition détaillée en 2018 est la suivante : terres arables (85,3 %), zones agricoles hétérogènes (14,7 %). L'évolution de l’occupation des sols de la commune et de ses infrastructures peut être observée sur les différentes représentations cartographiques du territoire : la carte de Cassini (XVIIIe siècle), la carte d'état-major (1820-1866) et les cartes ou photos aériennes de l'IGN pour la période actuelle (1950 à aujourd'hui).

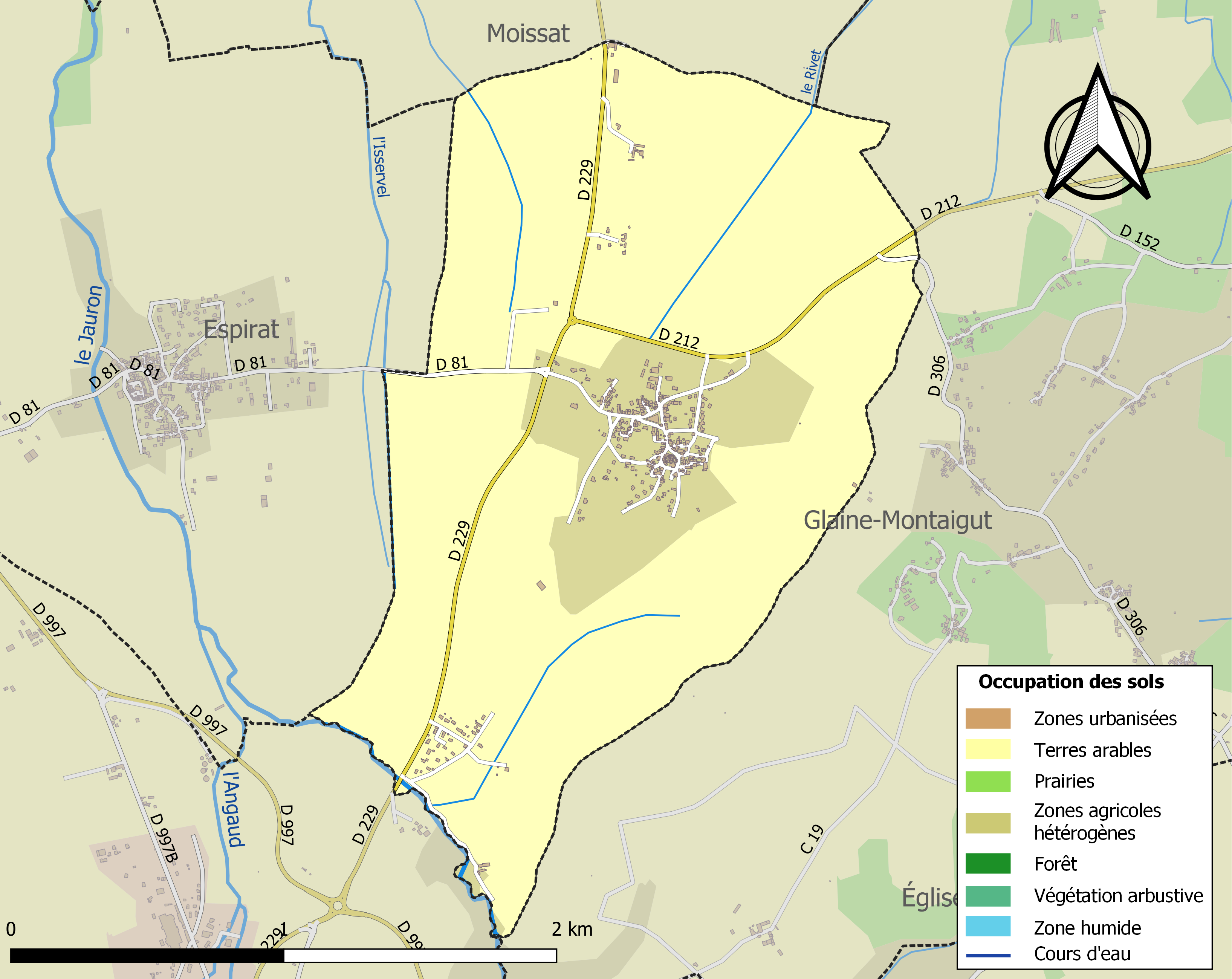
Carte des infrastructures et de l'occupation des sols de la commune en 2018 (CLC).

### Voies de communication et transports
Reignat est desservie par les routes départementales 229 (reliant Billom au sud et Lezoux au nord), 212 (vers Peschadoires au nord-est), 81 (vers Espirat, à l'ouest).
Aussi la commune est desservie par les transports scolaires pour l'école élémentaire, le collège et le lycée.[réf. nécessaire]

## Histoire
Au Moyen Âge, la multiplication des systèmes défensifs de divers types (basse-cour du château, réduits fortifiés, enceintes villageoises) en raison d'une longue période d'insécurité liée entre autres à la guerre de Cent Ans, a pour conséquence de créer, au centre de nombreux villages, un noyau aux maisons serrées, séparées par des ruelles étroites de manière à ne pas perdre de place et à permettre au plus grand nombre de personnes possible d'y trouver un refuge.
La paix revenue, le fort perdit sa vocation défensive première. Des aménagements importants lui donnèrent une spécialisation agricole et viticole jusqu'à ces dernières années.
Les quartiers de ce type (souvent appelés « forts villageois ») constituent encore aujourd'hui un trait caractéristique de nombreux bourgs auvergnats.

## Politique et administration

### Découpage territorial
La commune de Reignat est membre de la communauté de communes Billom Communauté, un établissement public de coopération intercommunale (EPCI) à fiscalité propre créé le 1er janvier 2017 dont le siège est à Billom. Ce dernier est par ailleurs membre d'autres groupements intercommunaux.
Sur le plan administratif, elle est rattachée à l'arrondissement de Clermont-Ferrand, à la circonscription administrative de l'État du Puy-de-Dôme et à la région Auvergne-Rhône-Alpes.
Sur le plan électoral, elle dépend du canton de Billom pour l'élection des conseillers départementaux, depuis le redécoupage cantonal de 2014 entré en vigueur en 2015, et de la quatrième circonscription du Puy-de-Dôme pour les élections législatives, depuis le dernier découpage électoral de 2010.

### Élections municipales et communautaires

#### Élections de 2020
Le conseil municipal de Reignat, commune de moins de 1 000 habitants, est élu au scrutin majoritaire plurinominal à deux tours avec candidatures isolées ou groupées et possibilité de panachage. Compte tenu de la population communale, le nombre de sièges à pourvoir lors des élections municipales de 2020 est de 11. Sur les onze candidats en lice, aucun n'a été élu dès le premier tour, le 15 mars 2020, avec un taux de participation de 41,11 % Les onze conseillers restant à élire ont été élus au second tour, qui s'est tenu le 28 juin 2020 du fait de la pandémie de Covid-19, avec un taux de participation de 53,47 %.

#### Chronologie des maires
| Période                                  | Période                    | Identité                   | Étiquette | Qualité     |
| ---------------------------------------- | -------------------------- | -------------------------- | --------- | ----------- |
| Les données manquantes sont à compléter. |                            |                            |           |             |
| 1874                                     | 1878                       | Adrien Huguet              |           |             |
| 1878                                     | 1884                       | Jean Delaire               |           |             |
| 1884                                     | 1885                       | Jean-Jules Champomier      |           |             |
| 1885                                     | 1888                       | Pierre-Joseph Douvergheant |           |             |
| 1888                                     | 1892                       | Jean Delaire               |           |             |
| 1892                                     | 1896                       | Annet Pialoux              |           |             |
| 1896                                     | 1900                       | Jacques Soleil             |           |             |
|                                          |                            |                            |           |             |
| 1983                                     | 1989                       | Georges Gautron            |           |             |
|                                          |                            |                            |           |             |
| mars 2001                                | décembre 2005              | Jean Puyfoulhoux           |           |             |
| février 2006                             | mars 2008                  | Georges Laroche            |           |             |
| mars 2008                                | mars 2009                  | Sébastien Forestier        |           |             |
| mars 2009                                | septembre 2018 (démission) | Bertrand Chalard           |           |             |
| 2018                                     | 2020                       | Patrice Plichon            |           | Électricien |
| 2020                                     | En cours (au 30 août 2020) | Janick Derrien             |           | Professeur  |

## Population et société

### Démographie
L'évolution du nombre d'habitants est connue à travers les recensements de la population effectués dans la commune depuis 1793. Pour les communes de moins de 10 000 habitants, une enquête de recensement portant sur toute la population est réalisée tous les cinq ans, les populations de référence des années intermédiaires étant quant à elles estimées par interpolation ou extrapolation. Pour la commune, le premier recensement exhaustif entrant dans le cadre du nouveau dispositif a été réalisé en 2005.

En 2022, la commune comptait 379 habitants, en évolution de −0,79 % par rapport à 2016 (Puy-de-Dôme : +2,1 %, France hors Mayotte : +2,11 %).
| 1793 | 1876 | 1881 | 1886 | 1891 | 1896 | 1901 | 1906 | 1911 |
| ---- | ---- | ---- | ---- | ---- | ---- | ---- | ---- | ---- |
| 500  | 474  | 445  | 447  | 435  | 402  | 409  | 364  | 325  |

| 1921 | 1926 | 1931 | 1936 | 1946 | 1954 | 1962 | 1968 | 1975 |
| ---- | ---- | ---- | ---- | ---- | ---- | ---- | ---- | ---- |
| 337  | 289  | 252  | 268  | 216  | 239  | 207  | 202  | 212  |

| 1982 | 1990 | 1999 | 2005 | 2006 | 2010 | 2015 | 2020 | 2022 |
| ---- | ---- | ---- | ---- | ---- | ---- | ---- | ---- | ---- |
| 200  | 198  | 241  | 303  | 304  | 345  | 376  | 379  | 379  |

## Culture locale et patrimoine
Le village de Reignat est réputé pour avoir été l'un des premiers de la région à utiliser le sel pour la conservation des aliments, ceci s'expliquant par son emplacement géographique.
En effet, se situant dans le prolongement de la route du sel, cette disposition particulière aurait favorisé la pratique se généralisant par la suite aux communes attenantes. Plusieurs hypothèses ont été évoquées pour expliquer l'apparition de cette technique de conservation apprise aux villageois comme des prêtres de passage lors de pèlerinage et faisant halte dans le village tel Jean de La Feder. Une autre piste mène également vers le moine jésuite Louis de la Bouarie dit « L'Hébreu ».
Les villageois auraient alors décidé de lui rendre hommage en le représentant sur le blason de la ville.
Aussi les habitants de la commune étaient appelés les gens de la lune. Ainsi sur la place du village était représentée une lune, ceci avant d'être recouvert. On en trouve encore des traces sur le blason de la commune et dans certains logos d'association.

### Lieux et monuments

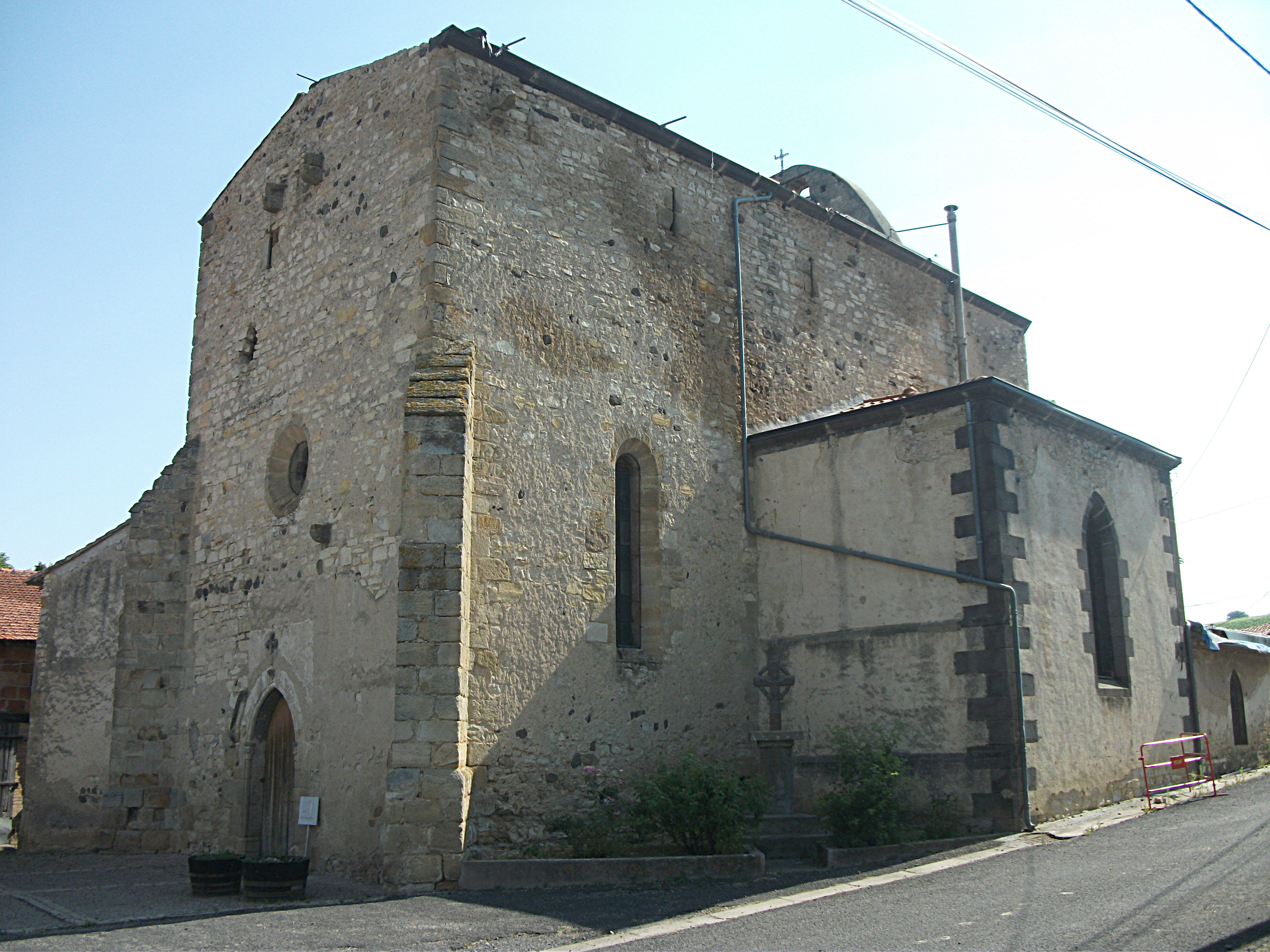
Église.

Une église est présente dans le haut du village proche de la mairie.
Aussi outre ce monument religieux preuve de l'histoire du village des croix sont visibles à plusieurs endroits dans le village.
Parmi les monuments ou lieux que l'on peut citer il y a le lavoir riche de son histoire, une bascule témoigne de l'histoire de ce village. 

### Héraldique
| Blason de Reignat | Blason  | Tranché, au premier, d'azur à une lune d'argent senestrée d'un saint Laurent du même, au second de sinople à une tête d'ail d'argent surmontée d'une grappe de raisin du même, une bande ondée brochant sur la partition, sur le tout, le clocher du lieu d'or ajouré du champ et abritant deux cloches de sable. |
| Blason de Reignat | Détails | Le statut officiel du blason reste à déterminer. |